# جودایاده
ال جودایاده یک منطقهٔ مسکونی در اردن است که در استان مادبا واقع شده‌است.